# Безменово (селище, Новосибірська область)
Безменово (рос. Безменово) — селище у Черепановському районі Новосибірської області Російської Федерації.
Входить до складу муніципального утворення Іскровська сільрада. Населення становить 155 осіб (2010).

## Історія
Згідно із законом від 2 червня 2004 року органом місцевого самоврядування є Іскровська сільрада.

## Населення
| 2002 | 2007 | 2010 |
| ---- | ---- | ---- |
| 172  | ↗187 | ↘155 |